# Léger de Saintes
Saint Léger de Saintes est un prélat français, évêque de Saintes au VIIe siècle.

## Biographie
Alors qu'il est sur le chemin en pèlerinage sur les tombeaux des Apôtres à Rome, il est tué par un certain Ebredulphe.
Il est fêté le 12 novembre.

## Sources
- Th. Grasilier, Notice biographique sur les évêques de Saintes, 1877